# NGC 2244
NGC 2244 (även katalogiserad som Caldwell 50) är en öppen stjärnhop belägen i Rosettnebulosan i stjärnbilden Enhörningen. I stjärnhopen finns ett antal ytterst heta stjärnor av spektraltyp O som avger stora mängder strålning och stjärnvind.
Artikeln är fritt översatt från engelska wikipedias artikel NGC 2244, läst den 6 april 2012.